# 品川屋久助
品川屋 久助（しながわや きゅうすけ、生没年不詳）とは江戸時代末期の江戸の地本問屋。

## 来歴
当世堂と号す。幕末の嘉永から文久年間に江戸の小伝馬町2丁目、人形町通庄助屋敷、北八丁堀鍛冶町において地本問屋を営業している。落合芳幾、歌川芳富、歌川広重の錦絵を出版したほか、安政大地震に関する読売類も出版している。一説には明治まで続くか。

## 作品
- 落合芳幾 「評判横浜虎拳」 大判 錦絵 万延1年（1860年）
- 歌川芳富 「一勇斎国芳死絵」 大判 錦絵 文久1年（1861年）
- 歌川広重 「義経一代記図会」